# 女超人 (电影)
《女超人》（英語：Supergirl）是一部于1984年上映的超级英雄科学奇幻英国电影。以DC漫画中的女超人角色改编而来。

## 演员
- 海伦·斯莱特饰女超人 (卡拉·佐·艾尔)
- 费伊·达纳韦饰Selena
- Hart Bochner饰Ethan
- Peter Cook饰Nigel
- 米娅·法罗饰Alura In-Ze
- 马克·麦克卢尔（英语：Marc McClure）饰吉米·奥尔森
- Brenda Vaccaro饰Bianca
- 彼得·奥图尔饰Zaltar
- Simon Ward饰Zor-El
- Maureen Teefy饰Lucy Lane